# Бирэу, Гаврилэ
Гаврилэ́ Бирэ́у (рум. Gavrilă Birău) или Габор Биро (венг. Biró Gábor); 11 августа 1945, Сфынту-Георге — 16 марта 2025) — румынский футболист и футбольный тренер, играл на позиции правого защитника.

## Биография

### Игровая карьера
В юности Бирэу занимался несколькими видами спорта — футболом, хоккеем, боксом и лыжным спортом. В возрасте 17 лет окончательно сосредоточился на футболе. Он играл в юношеской команде и в 1965 году привлёк внимание главного тренера УТА Георге Ола.
Дебютировал в Дивизии А 14 марта 1965 года в матче с «Стягул Рошу» — УТА выиграла тот матч со счётом 1:0. С тех пор он закрепился в основном составе, но играл уже на позиции правого защитника. В составе УТА из Арада играл в течение 11 сезонов и выиграл два чемпионских титула в 1969 и 1970 годах. Всего за эту команду сыграл в Дивизии А 319 матчей и забил 3 гола.

### Тренерская карьера
Работал главным тренером УТА, который возглавлял в разные периоды с 1982 по 1983 год, с 1987 по 1988 год и с 1989 по 1990 год.

### Смерть
Скончался 16 марта 2025 года в возрасте 79 лет.

## Достижения
УТА (Арад)
- Чемпион Румынии (2): 1968/69, 1969/70